# Amen Thompson
Ameiz XLNC Thompson (/əˈmɛn ˈɛksələns ˈtɒmsən/, Oakland, Kalifornia, 2003. január 30. –) amerikai kosárlabdázó, a Houston Rockets csapatában játszik az National Basketball Associationben.
A floridai Fort Lauderdale-ben található Pine Crest Iskolában kosárlabdázott, ahol az ESPN ötcsillagos tehetségként értékelte, és állami bajnoki címet nyert. Thompson kihagyta a középiskola utolsó évét, hogy aláírjon az Overtime Elite ligával, ahol két szezont játszott, és bajnoki címet nyert, 2023-ban beválasztották az All-OTE első csapatba. A 2023-as NBA-drafton a Houston Rockets a 4. helyen választotta ki. Ausar Thompson ikertestvére, aki szintén kosárlabdázó.

## Fordítás
Ez a szócikk részben vagy egészben  az   Amen Thompson című angol Wikipédia-szócikk ezen változatának fordításán alapul.  Az eredeti cikk szerkesztőit annak laptörténete sorolja fel. Ez a jelzés csupán a megfogalmazás eredetét és a szerzői jogokat jelzi, nem szolgál a cikkben szereplő információk forrásmegjelöléseként.